# Čeněk Procházka
Čeněk Procházka (16. května 1923 - ???) byl český a československý politik Komunistické strany Československa a poúnorový poslanec Národního shromáždění ČSSR, Sněmovny lidu Federálního shromáždění a České národní rady.

## Biografie
Od roku 1947 zastával řadu politických a odborářských funkcí. Od roku 1965 byl členem Krajského výboru Komunistické strany Československa v Brně. Bylo mu uděleno vyznamenání Za vynikající práci a vyznamenání Nejlepší pracovník ministerstva těžkého průmyslu. K roku 1968 se zmiňuje coby ředitel Elektrotechnických závodů Julia Fučíka v Brně z obvodu Brno II.
Po volbách roku 1964 byl zvolen za KSČ do Národního shromáždění ČSSR za Jihomoravský kraj. Mandát nabyl až dodatečně v dubnu 1967 po doplňovacích volbách vypsaných poté, co rezignoval poslanec Čestmír Císař. V Národním shromáždění zasedal až do konce volebního období parlamentu v roce 1968.
Po federalizaci Československa usedl roku 1969 do Sněmovny lidu Federálního shromáždění (volební obvod Brno II), kde setrval do července 1971, kdy rezignoval na svůj post. Ve stejném období zasedal i v České národní radě.